# Marshall Hain
Marshall Hain est un duo pop-rock britannique, connu pour son tube de 1978 Dancing in the city, un single britannique no 3 du UK Singles Chart à la mi-1978.

## Histoire
Le duo comprenait le claviériste Julian Marshall et la chanteuse et bassiste Kit Hain, qui se sont rencontrés alors qu'ils étaient élèves à la Dartington Hall School.
Dancing in the city, écrite par les deux membres du duo, a également été un succès en Europe ainsi qu'en Australie, où il a passé 24 semaines dans les charts australiens d'août à décembre 1978. Aux États-Unis, la chanson a atteint le no 43 sur le Billboard Hot 100 en hiver 1979. Dancing in the city a également grimpé au sommet des hit-parades sud-africains la même année, bénéficiant d'une diffusion étendue et a été inclus dans le volume 5 de la série d'albums de compilation Pop Shop[réf. nécessaire].
Ils ont enchaîné avec la ballade Coming Home, qui a atteint la 39e place du UK Singles Chart plus tard dans l'année. Les deux singles étaient sur le label Harvest. Coming Home était soutenu par des cordes et des guitares basses, et ils ont sorti un album intitulé Free Ride. En 1979, ils ont arrêté le groupe.